# مسجد نور الإيمان كوتو جادانج
مسجد نور الإيمان كوتو جادانج أو مسجد كوتو جادانج هو أحد أقدم المساجد في إندونيسيا، ويقع في منطقة كوتو جادانج، مقاطعة أجام، غرب سومطرة. يُعد هذا المسجد الأكبر في منطقة كوتو جادانج.

## التأسيس
منذ تأسيسه عام 1856، شهد المسجد تحولات وترميمات متعددة. كان المسجد الأول، المعروف باسم مسجد جامع القديم، يتميز بطراز منانغكاباو المعماري مع أسقف مخروطية الشكل. ولكن، تضرر المسجد بشدة خلال زلزال بادانج بانجانج 1926.
بعد بضعة أشهر من الزلزال، تم بناء مسجد جديد بمبادرة من يحيى داتوك كايو، الذي كان عضواً في مجلس الشعب الإندونيسي ممثلاً لمنطقة منانغكاباو. تم افتتاح المسجد المجدد في 5 فبراير 1932. صمم المبنى الجديد يازيد راجو مانغكوتو، وقد شهد تغيراً جذرياً عن تصميم المسجد السابق. ولكن، تعرض المسجد مرة أخرى للدمار نتيجة زلزال مارس 2007 في سومطرة. منذ ذلك الحين، تم ترميم المسجد ليعود إلى شكله السابق قبل الزلزال.

## المبنى القديم

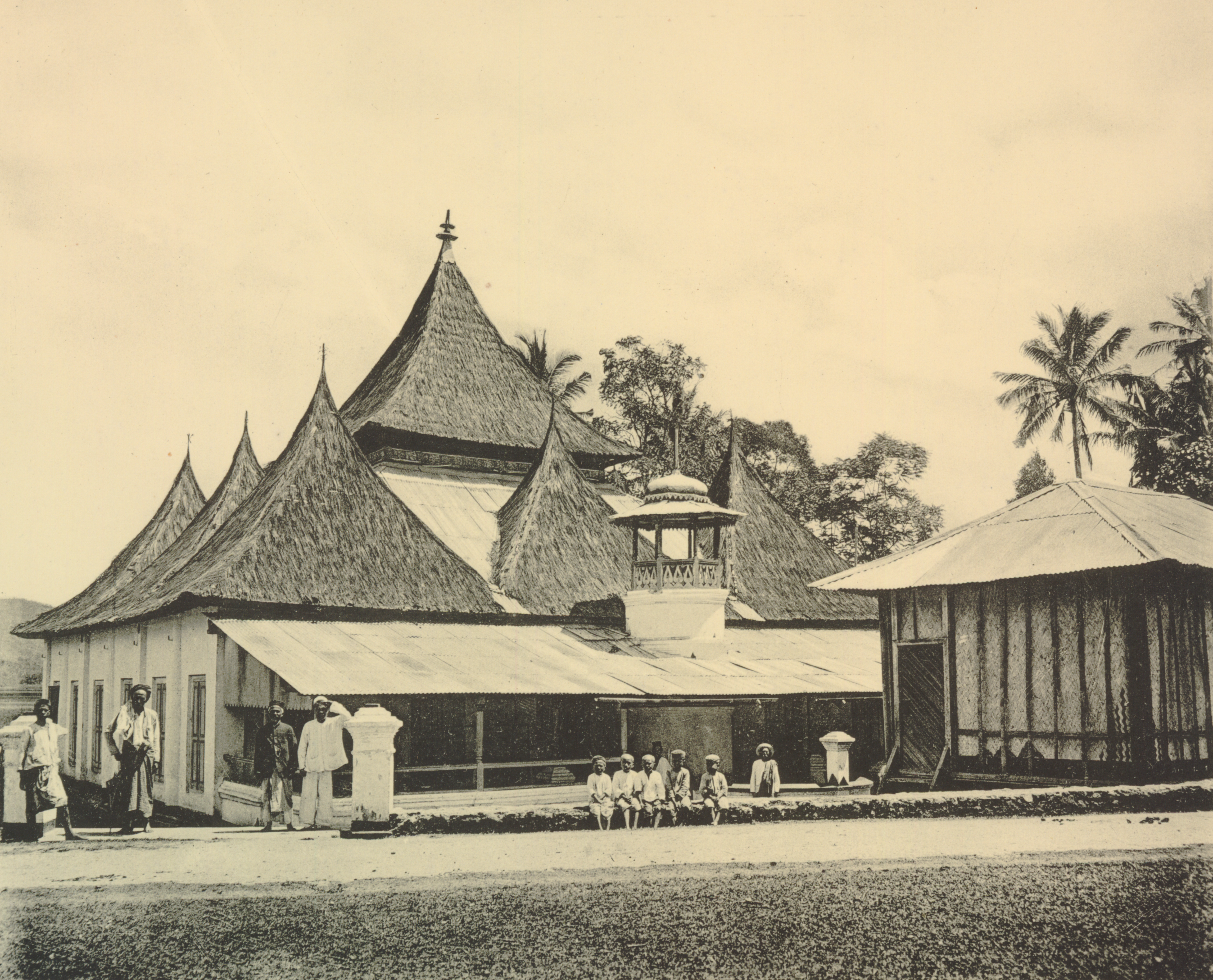
مسجد نور الإيمان القديم قبل هدمه، حوالي عام 1910.

تم بناء المسجد الجامع القديم عام 1856. صنع المسجد من الخشب، وكان على الطراز المعماري منانغكاباو. بلغت أبعاد المبنى 20 × 20 متراً. كما كان يحتوي على برج على السطح. لم يكن السقف يحتوي على قبة، بل كان يتألف من عدة أسقف مخروطية (غونجونغ) على الطراز منانغكاباو.